# Tuniški nacionalni kvartet za dijalog
Tuniski nacionalni kvartet (engl. Tunisian National Dialogue Quartet) je skupina od četiri tuniške organizacije koje djeluju kako bi uvele i osigurale demokracijske procese u Tunisu, poslije Revolucije jasmina 2011. Kvartet je osnovan u prosincu 2013. kada su demokracijski procesi u Tunisu bili na rubu nestanka glede političkih ubojstava i obilnih socijalnih nemira u zemlji.
Kvartet se sastoji od četiri organizacije iz različitih sektora: zapošljavanje i socijalna skrb, sudstvo i ljudska prava. Sljedeće organizacije su članovi kvarteta:
- Tuniski sveopći radnički sindikat (UGTT)
- Tuniska konfederacija industrije, trgovine i rukotvorina (UTICA)
- Tuniska liga za ljudska prava (LDTH)
- Nacionalna odvjetnička komora.

Tuniski nacionalni kvartet je dobitnik Nobelove nagrade za mir 2015. godine., zbog presudnog doprinosa gradnji pluralističkog društva u Tunisu nakon Revolucije jasmina 2011. godine.